# Flores (Ceará)
Flores é um distrito do município de Russas, no Estado do Ceará. Está a uma distância de 180 km de Fortaleza, 18 km de Russas e de 12 km de Limoeiro do Norte. Localizada no Vale do Jaguaribe, as margens do Rio Banabuiú, e tendo sua área urbana dividida ao meio pelo mesmo rio. É reconhecida nacionalmente (principalmente entre os caminhoneiros) como "a Capital da Telha", devido as inúmeras indústrias cerâmicas produtoras de telhas em seus arredores. É também conhecida pela receptividade de seu povo e pelo orgulho do mesmo a sua terra, verificável na famosa placa de boas-vindas "Bem vindo a Flores - Lugar de gente feliz".

## População
O gentílico é tratado por "florense". De acordo com os números do censo de 2010, o distrito tinha mais de 6.400 habitantes. O movimento de emancipação surgiram entre moradores da localidade e tem se solidificado cada vez mais.

## Cultura
Berço da orquestra de música "Som das Carnaubeiras", conhecida regionalmente e alvo de inúmeras reportagens Nacionais e mesmo Internacionais.